# Гуртом дешевше (фільм, 2003)
Гурто́м деше́вше (англ. Cheaper by the Dozen) — американський фільм 2003 року жанру комедії. Фільм знятий на основі автобіографічної книги Френка Б. Гілберта молодшого і Ернестини Гілберет Кейрі «Гуртом дешевше», хоч і не дотримується сюжету історії, а лише використовує концепцію сім'ї із 12-ма дітьми. Кіно зрежисував Шон Леві. У ролях Стів Мартін, Бонні Хант, Гіларі Дафф, Пайпер Перабо, Том Веллінг, Елісон Стоунер та Ештон Кутчер. По всьому світу зібрав $190 мільйонів. На DVD стрічка вийшла 6 квітня 2004. 2005 року вийшов сиквел «Гуртом дешевше 2».

## Сюжет
Том Бейкер — футбольний тренер у невеличкому сільському коледжі в Мідланді, Індіана, де він разом зі своєю дружиною Кейт виховує 12 дітей. Кейт пише книгу в надії відіслати її подрузі і згодом видати. Несподівано Том отримує пропозицію від свого друга і товариша по спортивній команді працювати тренером в альма-матері його міста Еванстон, Іллінойс. Том погоджується на пропозицію і вимагає від всіх своїх дітей проголосувати за переїзд до іншого міста. Хоча діти проти переїзду, Том все-таки стоїть на своєму виборі. На новому місці в Еванстон атмосфера в будинку напружена, ситуація в школі ще гірша.
Коли вирішують видати книгу Кейт, жінка вимушена провести національне турне в підтримку своєї праці. Том думає, що може самостійно впоратися із усім у домі, тож наймає Нору, найстаршу дочку, і її самозакоханого бойфренда Генка доглядати за дітьми. Коли Норма та Генк приїздять, діти планують перетворити хлопця на ціль своїх пустощів. Вони обмащують спідню білизну Генка у м'ясі та провокують сімейного пса, Гунтера, атакувати хлопця, після чого Хенк відмовляється доглядати за дітьми. Нора з Генком покидають дім, а Том вичитує своїм дітям лекцію за їх поведінку. Після того, як Кейт від'їжджає на своє турне, після хаотичної ночі Том розуміє, що не здатний впоратися із дітьми наодинці. Чоловік намагається найняти домогосподарку, але ніхто не погоджується працювати у будинку зі стількома дітьми. Том вирішує привести свою футбольну команду до вітальні свого будинку, аби провести підготовку до суботнього матчу і одночасно глядіти за дітьми. Проте діти починають шкодити в школі. Кейт, чуючи від дітей, що відбувається в дома, скасовує своє турне. Вона прагне повернутися додому і розібратися із хаосом. Видавець Кейт вирішує зробити маркетинговий хід і організовує відеознімання для шоу Опри Вінфрі в будинку Бейкерів.
Не дивлячись на зусилля Кейт, Бейкери не здатні продемонструвати сильний люблячий зв'язок у сім'ї, який Кейт описувала в своїй книзі. Коли Марк засмучується через смерть свого домашнього улюбленця, жаби, в будинку спалахує бійка, що провокує операторів подзвонити Опрі та скасувати зйомку. Марк втікає з дому. Бейкери біжать шукати хлопчика. Том розуміє, що син прагне повернутися назад у їх будинок у Мідленді та знаходить його на залізничній станції біля поїзду, який відходить від Чикаго до Мідленду. Марк повертається назад до сім'ї, а Бейкери починають ділитися своїми претензіями один з одним. Врешті-решт Том вирішує відмовитися від посади тренера в Еванстоун.

## У ролях

### Батьки
- Стів Мартін — в ролі Тома Бейкера
- Бонні Гант — в ролі Кейт Бейкер

### Діти
- Пайпер Перабо — в ролі Нори Бейкер
- Том Веллінг — в ролі Чарлі Бейкера
- Гіларі Дафф — в ролі Лорейн Бейкер
- Кевін Шмідт — в ролі Генрі Бейкера
- Елісон Стонер — в ролі Сари Бейкер
- Джейкоб Сміт — в ролі Джейка Бейкера
- Форрест Лендіс — в ролі Марка Бейкера
- Морган Йорк — в ролі Кім Бейкер
- Ліліана Мамі — в ролі Джесіки Бейкер
- Блейк Вудрафф — в ролі Майка Бейкера
- Шейн Кінсмен — в ролі Кайла Бейкера
- Брент Кінсмен — в ролі Найджела Бейкера

### Інші
- Стівен Ентоні Лоуренс — в ролі Ділана Шенка
- Пола Маршалл та Алан Рюк — в ролі Тіни та Білла Шенків
- Річард Дженкінс — в ролі Шейка МакГвайєра
- Ештон Кучер — в ролі Генка
- Тіффані Дюпонт — в ролі Бет
- Коді Лінлі — в ролі Квін
- Джаред Падалекі — в ролі забіяки
- Джоель МакКері — в ролі Гіла
- Декс Шепард — в ролі оператора
- Регіс Філбін — в ролі самого себе
- Келлі Ріпа — в ролі самої себе

## Сиквел
Сиквел, «Гуртом дешевше 2», вийшов в США 21 грудня 2005. Всі актори, які грають персонажів сім'ї Бейкерів, присутні на своїх же ролях..

## Саундтреки
| Альбом саундтреків | Альбом саундтреків                  | Альбом саундтреків | Альбом саундтреків | Альбом саундтреків |
| #                  | Назва                               | Автор              | Виконавець         | Тривалість         |
| ------------------ | ----------------------------------- | ------------------ | ------------------ | ------------------ |
| 1.                 | «I'm Just a Kid»                    | Simple Plan        | Simple Plan        | 1:24               |
| 2.                 | «Help!»                             | Леннон — Маккартні | The Beatles        | 1:12               |
| 3.                 | «In Too Deep»                       | Sum 41             | Sum 41             | 2:46               |
| 4.                 | «What Christmas Should Be»          | Гіларі Дафф        | Гіларі Дафф        | 3:10               |
| 5.                 | «Life Is a Highway»                 | Tom Cochrane       | Tom Cochrane       | 4:26               |
| 6.                 | «These Are Days»                    | 10,000 Maniacs     | 10,000 Maniacs     | 3:39               |
| 7.                 | «Rockin' Robin»                     | Leon René          | Майкл Джексон      | 2:33               |
| 8.                 | «Rockin' Around the Christmas Tree» | Johnny Marks       | Brenda Lee         | 2:06               |

## Касові збори
На першому вікенді фільм зібрав $27,557,647 по США та перебував на другому місці популярності в кінотеатрах, опісля «Володар перснів: Повернення короля». По всьому світу стрічка зібрала $190,212,113.

## Рецензії
Сайт Rotten Tomatoes відрепортував 24 % схвалення стрічки, базуючись на 118 рецензіях критиків і загальною оцінкою у 4,5 бали із 10. Сайт коментує: «У цій сім'ї із дванадцятьма дітьми є багато хаосу, але небагато веселощів». Сайт Metacritic дав фільму 46 балів із 100, базуючись на 30 рецензіях. Роджер Еберт та Річард Роепер дали стрічці "два пальці догори", не дивлячись на свою першочергову реакцію.

## Нагороди
| Асоціація           | Категорія                             | Номіновується                | Результат | Примітки |
| ------------------- | ------------------------------------- | ---------------------------- | --------- | -------- |
| Kid's Choice Awards | Favorite Male Movie Star              | Ештон Кутчер                 | Номінація | [ 4 ]    |
| Teen Choice Awards  | Choice Movie: Blush                   | Гіларі Дафф                  | Номінація | [ 4 ]    |
| Teen Choice Awards  | Choice Breakout Movie Star – Male     | Том Веллінг                  | Номінація | [ 4 ]    |
| Teen Choice Awards  | Choice Movie Liplock                  | Пайпер Перабо & Ештон Кутчер | Номінація | [ 4 ]    |
| Young Artist Awards | Best Young Ensemble Cast              | Cast (under 18)              | Перемога  | [ 4 ]    |
| Young Artist Awards | Best Young Actor Age Ten or Younger   | Forrest Landis               | Перемога  | [ 4 ]    |
| Young Artist Awards | Best Young Actress Age Ten or Younger | Елісон Стоунер               | Номінація | [ 4 ]    |
| Золота малина       | Worst Actor                           | Ештон Кутчер                 | Номінація | [ 5 ]    |